# 迈杰希·彼得
迈杰希·彼得（匈牙利語：Medgyessy Péter，發音：[ˈmɛɟːɛʃi ˈpeːtɛr]；1942年10月19日—） 匈牙利政治家，2002年至2004年担任匈牙利总理。2004年8月25日自由民主联盟发生纠纷导致迈杰希政府下台，此后任看守总理至匈牙利国民议会选出新一届的久尔恰尼·费伦茨政府。

## 生平
迈杰希1942年10月19日出生在布达佩斯一个古老的特兰西瓦尼亚贵族家庭。其家族祖先迈杰希·米克洛什·德·迈杰什在17世纪是特兰西瓦尼亚亲王拜特伦·伽柏的书法家。迈杰希的父亲迈杰希·贝拉是克鲁日联合会的记录员，1940年第二次维也纳仲裁，罗马尼亚王国的特兰西瓦尼亚北部被割让给匈牙利，迈杰希一家搬到了布达佩斯，迈杰希·贝拉改为国内贸易工作，其妻子Ibolya Szolga则是一个翻译。
迈杰希1966年毕业于马克思经济科学大学（现布达佩斯考文纽斯大学），获政治经济学学士学位。1966年到1982年，他在财政部中任职，1982年他成为财政部副部长，1987年任拉扎尔·捷尔吉政府和格罗斯·卡罗伊政府的财政部长。1987年到1990年，迈杰希担任负责经济事务的副总理，在国民议会上提出新资本主义式的税收制度的法律。除了部长级职位，迈杰希也当选匈牙利社会主义工人党中央委员。1989年10月东欧剧变，执政的共产党解散改组，他没有加入新成立的匈牙利社会党，而是退出政坛。1990年1994年任法资银行——帕里巴斯银行董事长兼总经理，1994年至1996年任匈牙利投资发展银行董事长兼总经理，同时担任霍恩·久洛总理的顾问委员会委员。1996年3月接替辞职的博克罗什·拉约什任财政部长。任期结束后，1998年至2001年任中欧银行理事会主席，以及Atlasz保险公司的副总裁和匈牙利经济协会的主席。
2001年6月，匈牙利社会党在党的第七次代表大会上提名他为无党派的总理候选人，并以微弱多数赢得选举。2002年5月27日，匈牙利议会选举迈杰希为匈牙利新总理。
2004年初，迈杰希为即将到来的欧洲议会选举提出了一个与议会各方共同参与的选举名单，联盟伙伴自青民盟和反对党拒绝了迈杰希的提议。欧洲议会也称迈杰希的提议是“反民主”的。随后在2004年6月的选举中，匈牙利社会党被青民盟严重挫败。之后吗，迈杰希联合政府逐渐失去了社民党和自民盟的支持。8月19日，经济部长奇洛格·伊什特万辞职引发自民盟强烈不满，宣布退出联合政府，迈杰希被迫于8月25日宣布内阁总辞。按照匈牙利宪法，他在接下来的30天成为“代理总理”。同时他的继任者久尔恰尼·费伦茨，代表他行事。2014年8月27日，他辞职十周年接受Index.hu采访时，称他的继任者久尔恰尼为“特洛伊木马”和“叛徒”。据其称，匈牙利社会党和自民盟领导人之间的秘密协议导致他的总理位置被撤。
迈杰希辞职后，继续作为国会议员并担任旅游大使的角色。他没有参加2006年的议会选举。
迈杰希会讲法语和罗马尼亚语，精通英文和俄文。他妻子是Katalin Csaplár，一女生于1969年，一子生于1970年，是前一次婚姻中的子女。他的养女Anita Tornóczky，是匈牙利著名的女主播。

## 图集

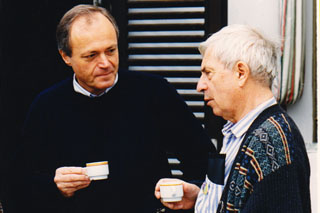
1994年迈杰希和匈牙利著名导演彼得·巴斯科在巴拉顿扎佐
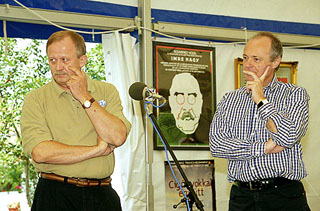
迈杰希和自民盟领袖昆采·加博尔在2001年
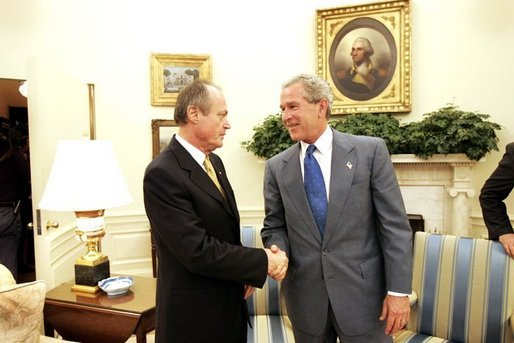
2004年6月迈杰希和乔治·W·布什在白宫
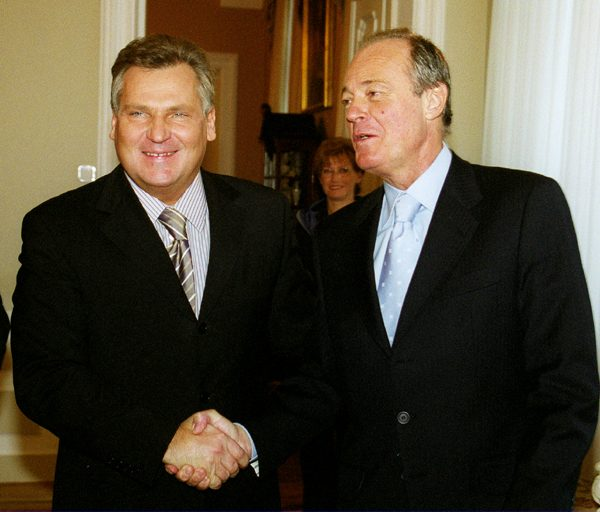
迈杰希与波兰总统亚历山大·克瓦希涅夫斯基
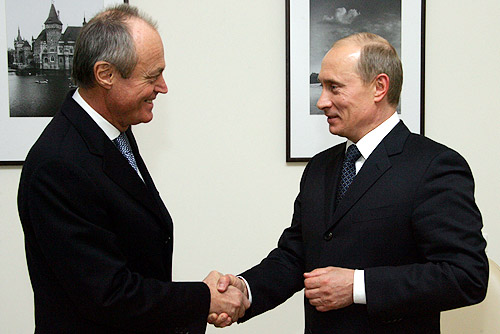
迈杰希与普京

## 出版物
- Csizmadia, Ervin: A Medgyessy-talány. A nemzeti középtől (a) végig. Századvég Kiadó, Budapest, 2004.
- Csizmadia, Ervin: "Elképzeltek maguknak egy miniszterelnököt". Csizmadia Ervin interjúja Medgyessy Péterrel (interview). Századvég Kiadó, Budapest, 2004.
- Medgyessy, Péter: Polgár a pályán. Kossuth Kiadó, Budapest, 2006.
- Perger, István (ed.): Medgyessy. Ringier Kiadó, Budapest, 2004.